# La Belle et le Pirate

La Belle et le Pirate (titre original : Störtebeker) est un téléfilm allemand en deux parties réalisé par Miguel Alexandre, diffusé le 27 décembre 2006 en France.

## Synopsis
Au XIVe siècle, en Europe. La vie du jeune Klaus Störtebeker, le fils d'un pêcheur, bascule de manière dramatique lorsque ses parents sont tués par l'impitoyable clan Wallenrod. Depuis ce jour, le garçon décide de faire régner la justice contre le despotisme. Quelques années plus tard, Störtebeker retrouve son amour d'enfance, Elisabeth. Sa joie de la revoir retombe rapidement lorsqu'il apprend qu'elle va être mariée de force à son principal ennemi, Simon de Wallenrod.

## Fiche technique
- Scénario : Walter Kärger, Miguel Alexandre
- Pays :  Allemagne
- Durée : 180 minutes

## Distribution
- Ken Duken : Klaus Störtebeker
- Claire Keim : Elisabeth Preen
- Gottfried John : Konrad von Wallenrod
- Miguel Herz-Kestranek : Hermann Preen, père d'Elisabeth
- Stephan Luca : Simon von Wallenrod
- Frank Giering : Jan Broderson, frère de Klaus
- Timo Dierkes : Bruder Wigbold, moine devenu maitre de médecine
- Jochen Nickel : Goedeke Michels, barreur du Godewind
- Marissa Duken : Sigrid, femme d'Erik
- Antonio Wannek : Erik, marin arrivé en même temps que Klaus
- Pepa López :  Maria, dame de compagnie d'Elizabeth
- Gudrun Landgrebe : Königin Margarete
- Lina Budzeikaite : Mère Störtebeker
- Gediminas Storpirstis : Père Störtebeker
- Paula Riemann : Elisabeth jeune
- Jan-Hendrik Kiefer : Klaus jeune